# Стручна рецензија
Стручна рецензија (енгл. peer review — досл. „вршњачка рецензија”) јесте евалуација (систематско оцењивање) рада једне или више особа са сличним компетенцијама као ауторима истог рада. Функционише као облик саморегулације квалификованих чланова професије на релевантном пољу. Користи се ради очувања стандарда квалитета, побољшавања перформанса и пружања кредибилности. У академији, научни пир-ривју се углавном користи за одређивање да ли је научни рад погодан за објављивање/публикацију. Може да се категорише по типу активности и пољу професије на којем се активност одвија, нпр. медицински пир-ривју или интернет пир-ривју.